# Potée
Pour les articles homonymes, voir Pot et Potée (industrie).
La potée est une famille de recette de cuisine traditionnelle, dont le nom vient du pot en terre cuite dans lequel on la faisait cuire à l'origine. On désigne généralement par potée un mélange de viande ou de charcuterie, de légumes et éventuellement de pommes de terre (qui ne figuraient jamais dans les recettes d’origine, la pomme de terre n’étant d’usage courant en France que depuis le XIXe siècle), cuit dans le bouillon (qui distingue la potée du ragoût , cuit dans une sauce) qui est absorbé par les ingrédients. Le plat est cuit à feu doux pendant plusieurs heures, dans une cocotte par exemple, et servi en plat unique.

## Histoire
La potée est un plat ancien et populaire que l'on trouve avec diverses variations locales dans toutes les régions d'Europe, et qui porte diverses appellations (telles que le hochepot). Il se rapproche de la garbure et du pot-au-feu, mais s'en distingue par son aspect solide.
La potée comprend fréquemment des saucisses et du chou. Elle comprend des viandes de porc ou autres, contrairement au pot-au-feu à base de bœuf. Elle tend à ne pas être produite en même temps qu'un bouillon, ce qui la distingue de ces deux autres plats.
La viande utilisée est principalement le porc, sous diverses formes (lard, tête, poitrine, jarret, queue, saucisse, jambon), mais on rencontre également le bœuf, le mouton, l'agneau, le veau, le poulet, l'oie, la pintade ou le canard. Les légumes utilisés sont souvent des légumes d'hiver, tels que chou, carottes, navets, céleri et, souvent, des pommes de terre.

## Étymologie
Une potée, en cuisine, comme le pot-au-feu ou la poule au pot, est par définition ce qui est contenu dans un pot.

## Allemagne

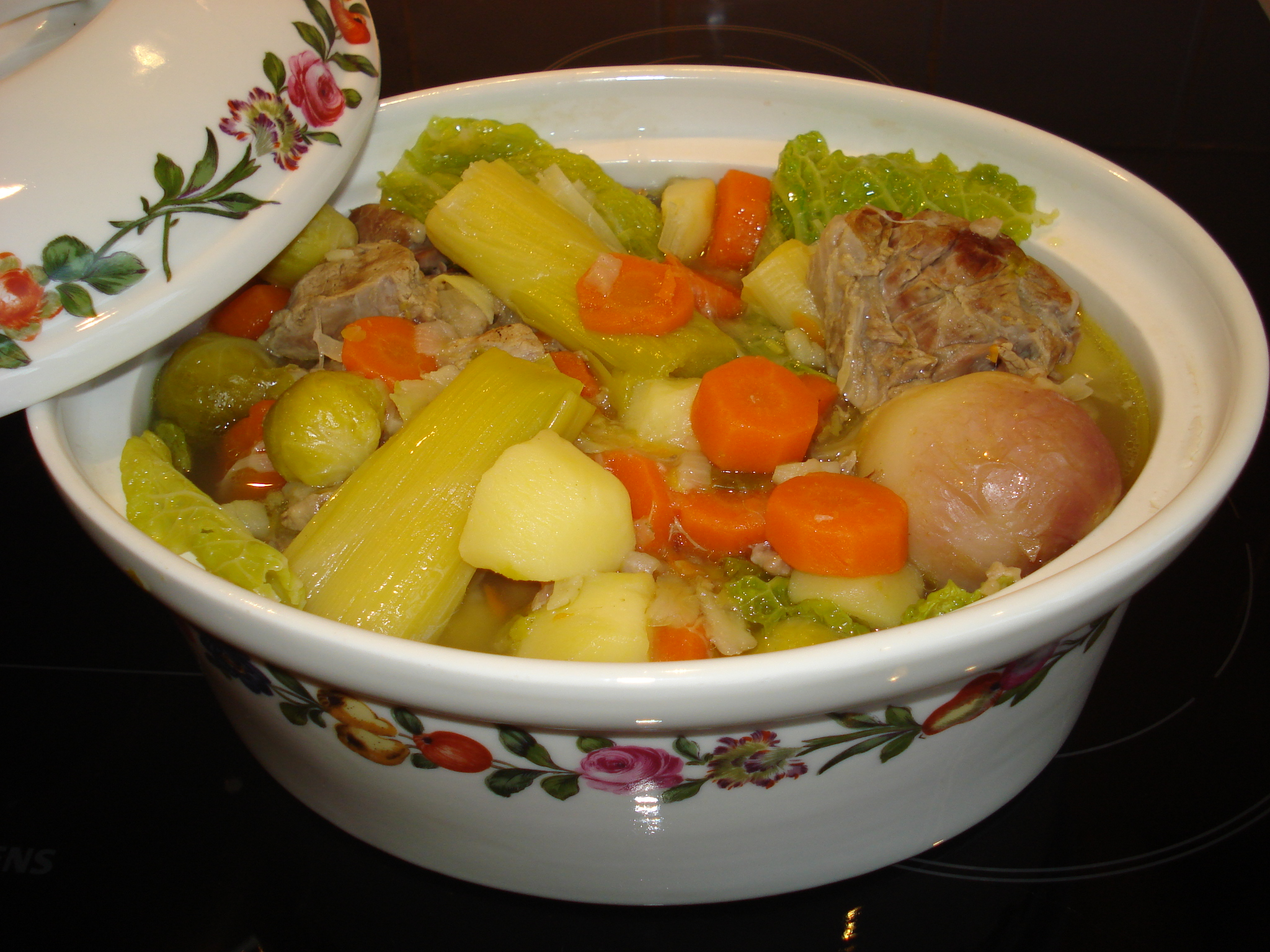
Hochepot.

- En Allemagne, le chou est associé au porc, au lard salé et aux saucisses.

## Belgique
- Potaye gaumaise.
- Potée liégeoise ou salade liégeoise réchauffée, recette de Liège à base de lard, haricots mangetout et de pommes de terre. Cette recette n'est cependant pas une recette mijotée ; les ingrédients sont préparés séparément et mélangés à la fin, arrosés de vinaigre et mangés tièdes.
- Hochepot gantois, à base d'épaule de mouton et de poitrine de bœuf.

## France

Quelques exemples
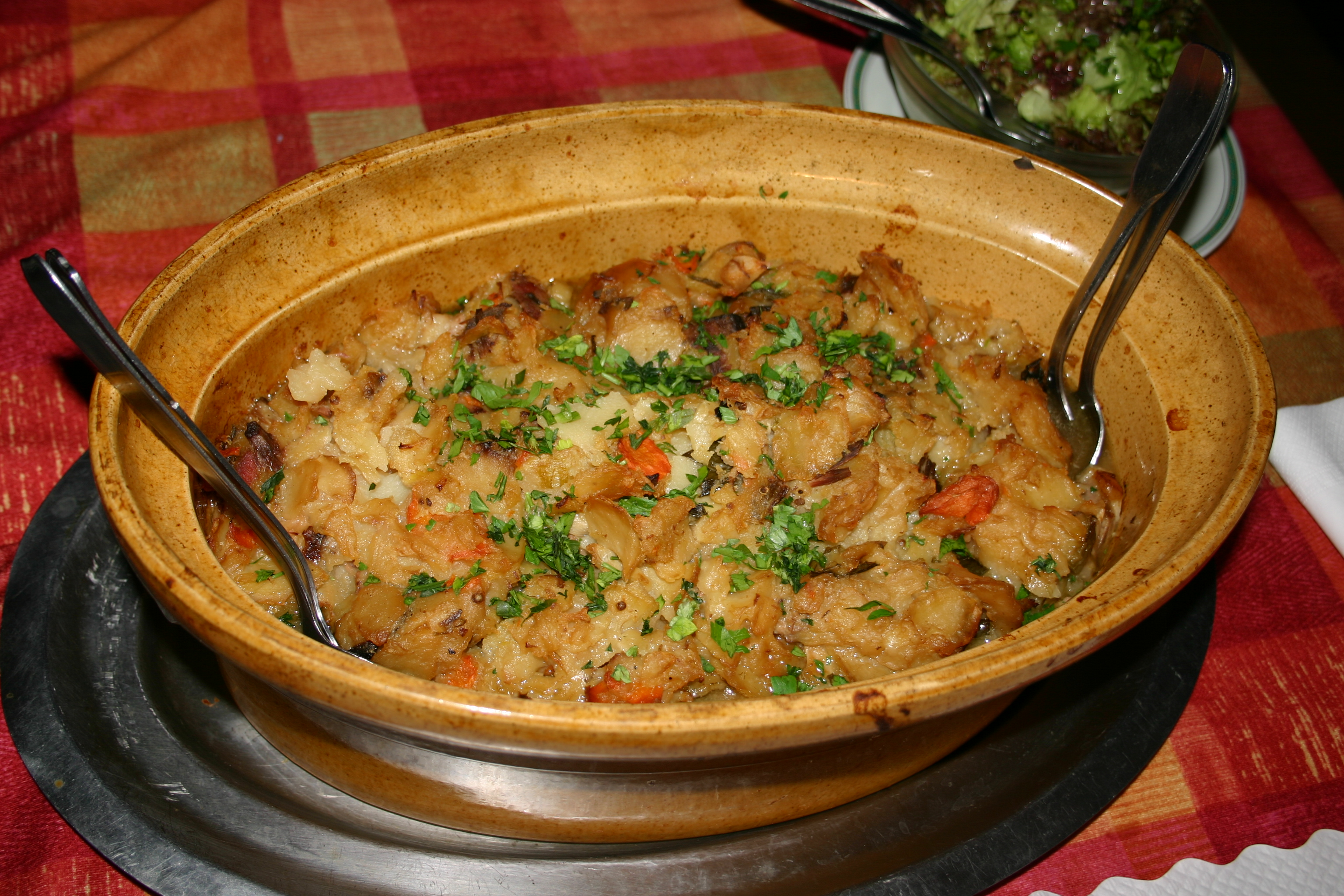
Potée alsacienne aux trois viandes.
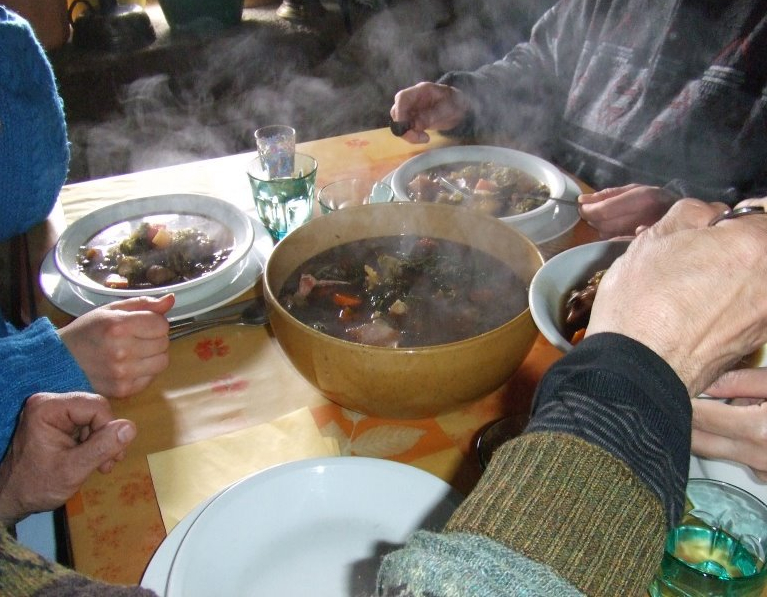
Potée auvergnate.
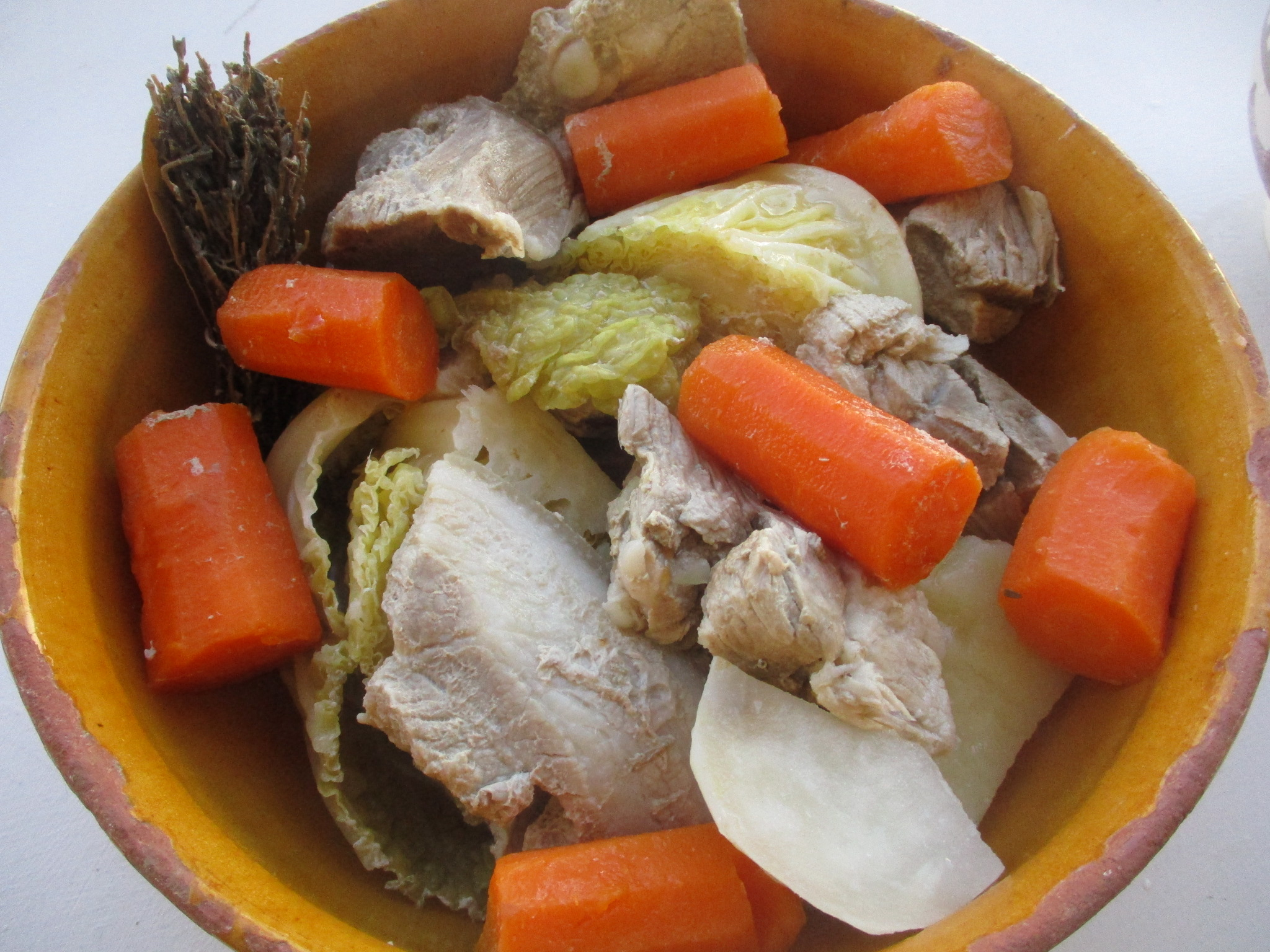
Potée bourguignonne.
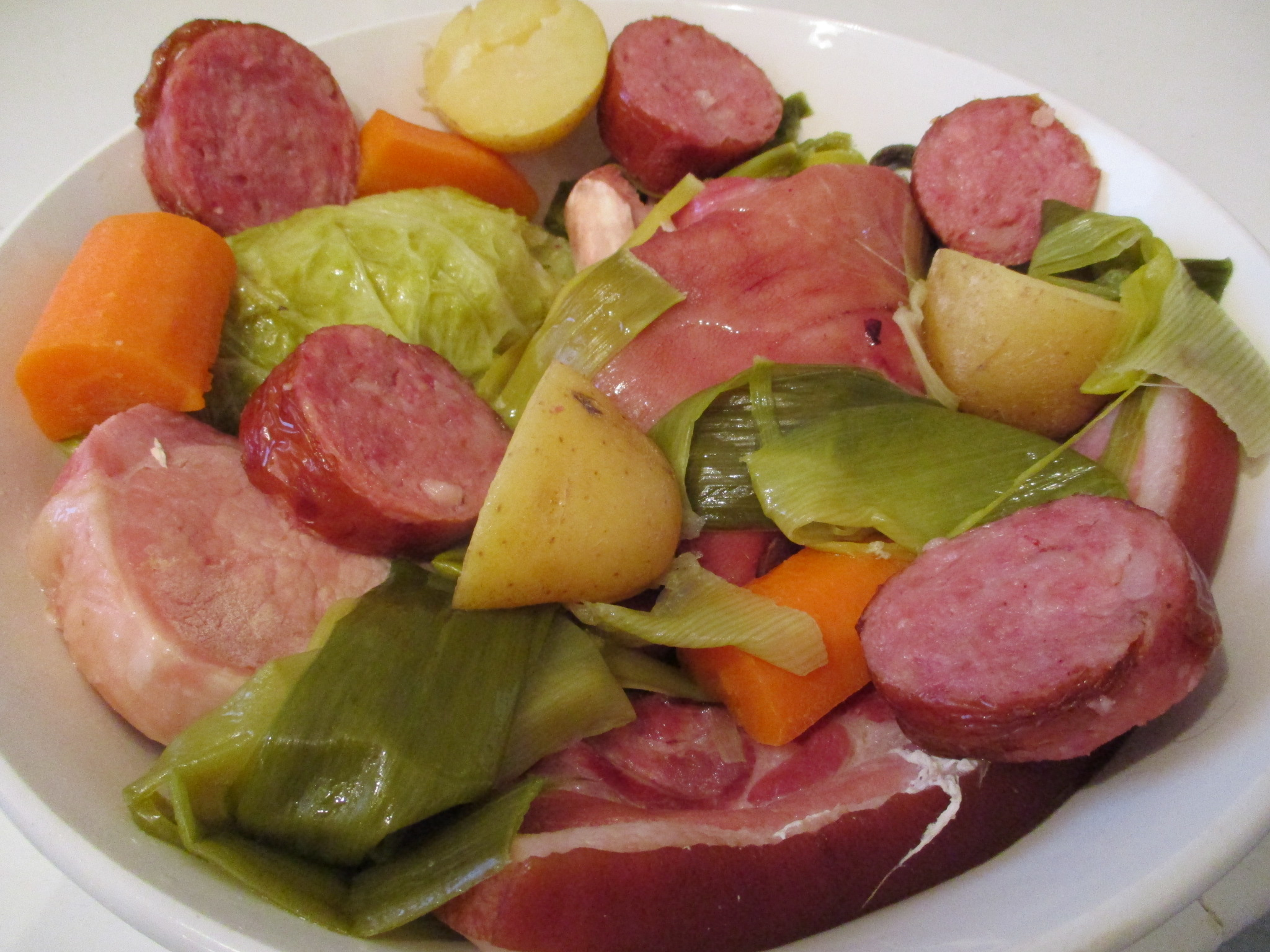
Potée comtoise.
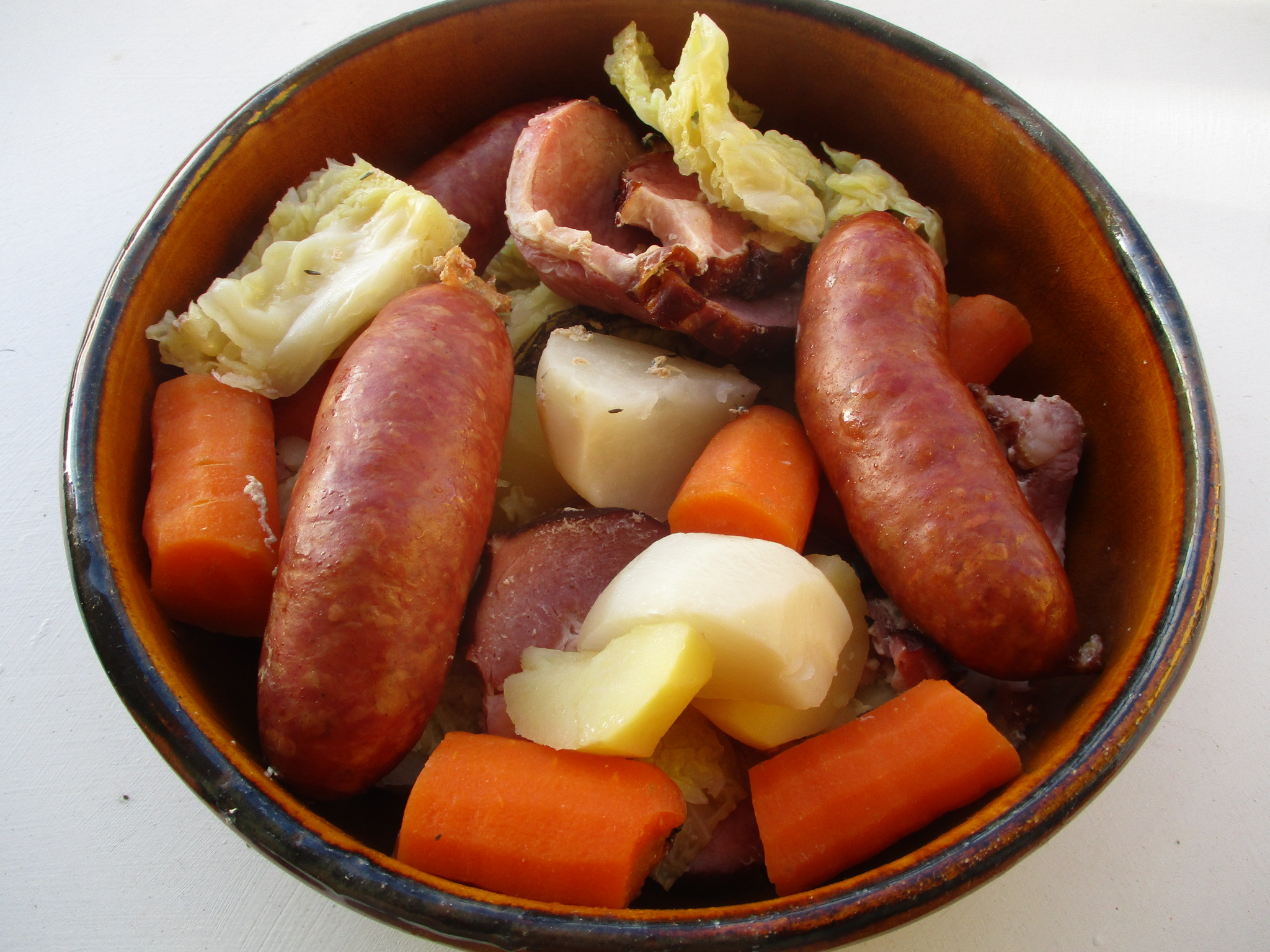
Potée savoyarde.

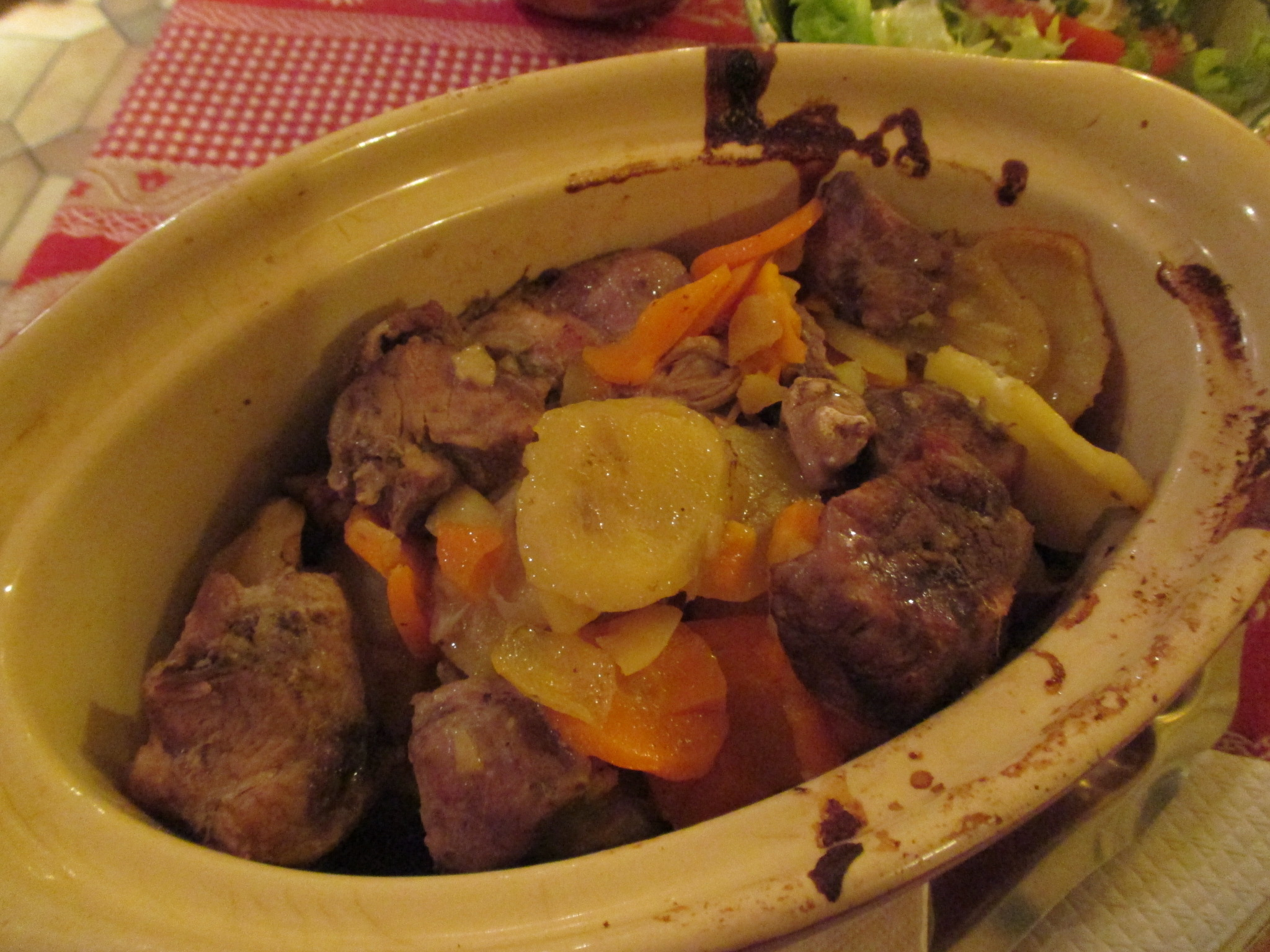
Baeckeoffe de la cuisine alsacienne.

- La potée alsacienne, une recette d'Alsace à base de lard fumé et de choux, accompagnée de céleri, carottes et oignons, qui possède une variante avec le baeckeoffe ou potée alsacienne aux trois viandes, ou encore la choucroute garnie.
- La potée artésienne, une recette de l'Artois à base de tête de porc, lard, poitrine de mouton, andouille et chou vert, qui s'accommode avec carottes, navets, céleri, haricots blancs et pommes de terre.
- La potée auvergnate, une recette d'Auvergne, qui se prépare à partir de viande de porc cuite dans le chou[3].
- La potée berrichonne, une recette du Berry, à base de haricots rouges cuits dans du vin rouge et de jambonneau. Il en existe une seconde version dans laquelle entrent les lentilles vertes du Berry cuites dans du vin blanc avec des morceaux de porc.
- La potée bourguignonne, une recette de Bourgogne, comporte des légumes d'hiver (chou, carottes, poireaux, etc.), mijotés avec de la viande de porc salée telle que de l'échine ou le jambonneau[3]

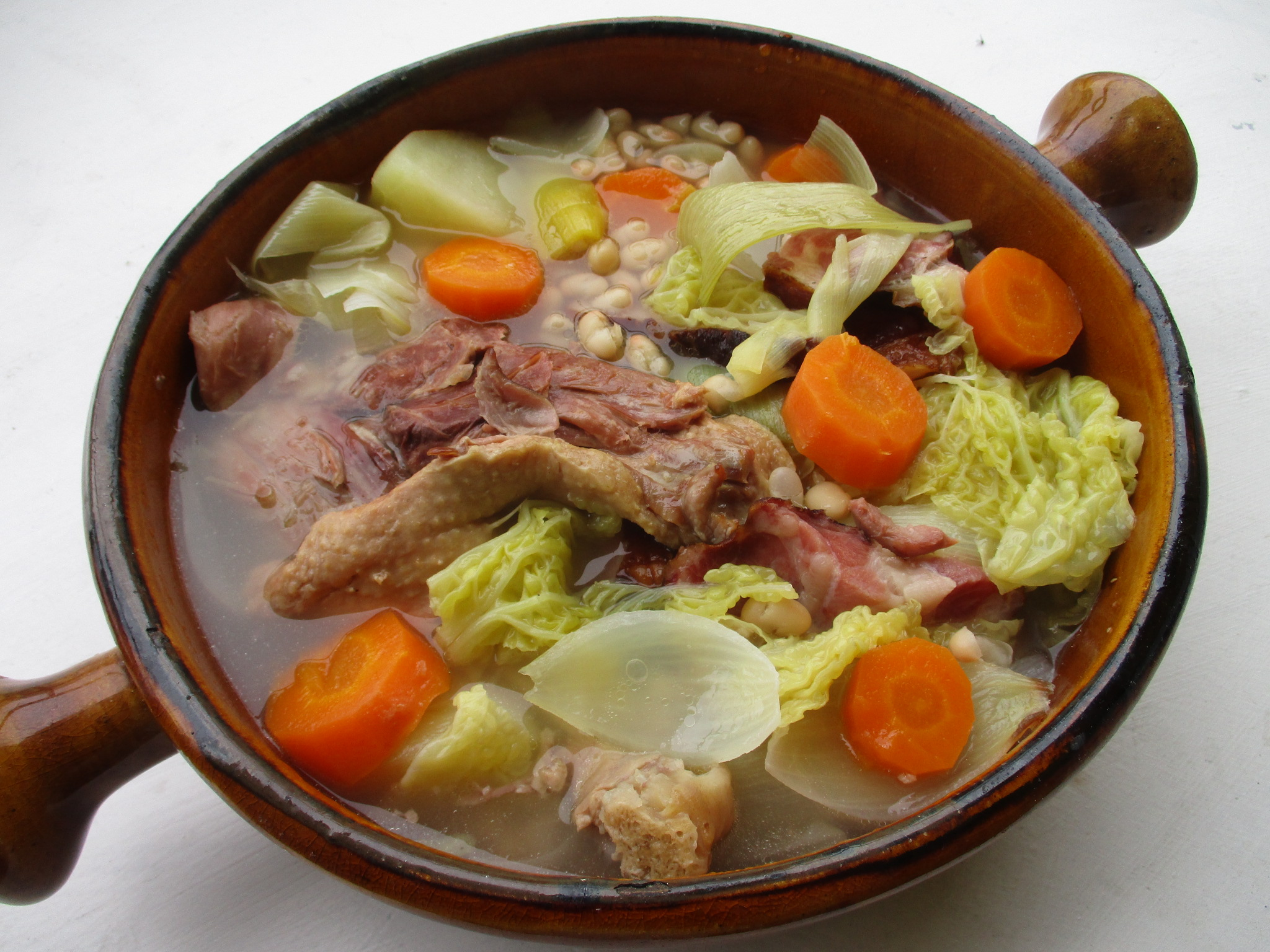
Garbure de la cuisine gasconne.

- La garbure gasconne, au chou, pomme de terre, et confit de canard ou d'oie.
- La potée bretonne, recette de Bretagne qui se décline, à base de choux et de différents légumes, de diverses façons dans chaque contrée, ville ou village. Les plus connues sont la potée de Quimper, avec de la palette de porc ; la potée de Rennes, composée de différents morceaux de porc ; la potée d’Elven (pays vannetais), contenant du bœuf et du porc ; la potée aux algues de l'île de Molène ; la potée de l’île de Sein, composée de lard et de « fars pod » (pâte de blé noir que l’on retrouve dans le kig ha farz). Enfin, on cuisine également une potée de congre. D'autres potées bretonnes sont à base d'épaule d'agneau, de morceaux de canard ou de saucisses à cuire.
- La potée champenoise, une recette de la Champagne, composée de viande de porc, de chou et de pommes de terre[3].
- La potée comtoise ou franc-comtoise, une recette de la Franche-Comté, à base de charcuterie, de viandes fumées et de salaisons du Haut-Doubs (telles que la saucisse de Morteau)[3].
- La potée limousine, recette proche de sa voisine auvergnate.
- La potée lorraine, une recette de la Lorraine, aussi appelée potaye et eintopf, qui se compose d'une grosse soupe accompagnée de tranches de pain grillé et de légumes, surmontés de cochonnailles[3].
- La potée normande, une recette de Normandie où le chou est mis à mijoter dans du cidre (la recette traditionnelle veille à ce que le cidre soit brut) avec du jambonneau et où légumes et viandes sont recouverts de beurre avant cuisson.
- La potée morvandelle, une recette du Morvan, où le chou se cuisine avec jambon, saucisson, saucisses fumées et légumes divers.
- La potée savoyarde, une recette de Savoie, où les choux sont accompagnés de jarret de porc ou jambonneau ou de morceaux de poularde, diots et lard fumés, pommes de terre, carottes et légumes variés[3].

Certains mets de la cuisine française sont très proches de la potée. Outre l'alicuit, l'oille, la poule au pot et le pot-au-feu (dont le kig ha farz), on peut énumérer :
- l'azinat
- la rouzole
- la marmite sarthoise
- le mourtayrol (ou mourtaïrol)
- l'oulado
- le petaram luchonnais
- le pot au feu du braconnier (ou du garde) de Sologne
- le rapoutet de Thiers

## Irlande

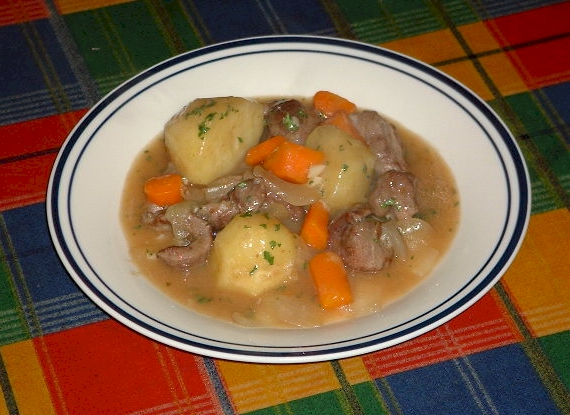
Irish stew (cuisine irlandaise).

- L'Irish stew, ou potée irlandaise, est composée de mouton, de lard, de chou et de pommes de terre. C'est un plat traditionnel pour la fête de la Saint-Patrick. On trouve des variantes préparées en ragoût ou avec adjonction de bière.

## Italie
- La potée milanaise (cassoeula en milanais) est composée de saucisses, hauts de côtes de porc et pied de porc, de chou de Milan et de carottes.

## Mexique
- Le pozole est composé de viande de porc ou de poulet, de maïs et de chou.[réf. nécessaire]

## Suisse
- La potée zurichoise (Züritopf) est composée de viande de porc, de pommes de terre et de chou, cuits dans une cocotte.